# 太阳凤头百灵
太阳凤头百灵（学名：Galerida modesta），是百灵科凤头百灵属的一种，分布于几内亚、乌干达、尼日尔、冈比亚、科特迪瓦、加纳、中非共和国、尼日利亚、马里、多哥、几内亚比绍、苏丹、贝宁、布基纳法索、塞内加尔、刚果民主共和国、喀麦隆、塞拉利昂和乍得。全球活动范围约为3,210,000平方千米。该物种的保护状况被评为无危。
太阳凤头百灵的平均体重约为21.8克。栖息地包括亚热带或热带的（低地）干草原、耕地和牧草地。